# Andorffy Mária
Andorffy Mária (Budapest, 1896. december 28. – Mezőhegyes, 1918. szeptember 7.) költő, regényíró.

## Pályafutása
Apja Andorffy Károly ítélőtáblai tanácselnök. Budapesten tanult, a várbéli leányiskolában, majd a Váci utcai leánygimnáziumban és a budapesti tudományegyetemen filozófiai karán szerzett diplomát. Gördülékeny szerkezetű, megkapó hangulatú verseket írt, amelyek az A Hét-ben, az Új Idők-ben és  más korabeli lapokban jelentek meg. Két regényét még életében kiadták: Tavasz után (1917), illetve Szivárvány (1918). A kötetek ügyes cselekményvezetésükkel feltűnést keltettek a kor irodalmi életében.
Az alkotó a spanyolnátha-járvány áldozata lett.